# Bud Spencer
Bud Spencer (Napulj, 31. listopada 1929. – Rim, 27. lipnja 2016.) rođen kao Carlo Pedersoli poznati je talijanski glumac, poznat po svojoj visini (1,93 m) i ulogama u "špageti westernima" i komedijama. Terence Hill i Spencer zajedno su snimili preko 20 filmova, uglavnom komedija, koje su bile jako popularne u Europi.

## Filmovi s Terenceom Hillom
- 1967. – Bog oprašta...ja nikada
- 1968. – Četiri za jedan Ave Marija
- 1969. – Brdo čizama; Zovu me Trinity
- 1971. – Triniti je i dalje moje ime; Crni gusar
- 1972. – Snažnije, dečki!
- 1973. – Pazi da ne bude gužve
- 1974. – Okreni i drugi obraz
- 1977. – Dva super policajca
- 1978. – Par i nepar
- 1979. – Krokodil i njegov nilski konj
- 1981. – Tko pronađe prijatelja, pronađe bogatstvo
- 1983. – Rođen je s privjeskom
- 1984. – Nema dvoje bez četiri
- 1985. – Policajci iz Mijamija
- 1994. – Troublemakers

## Vanjske poveznice
- Bud Spencer na Internet Movie Databaseu